# Крапикас, Гинтарас
Гинтарас Крапикас (лит. Gintaras Krapikas; 6 июля 1961, Кретинга, Литовская ССР, СССР) — советский и литовский баскетболист. Мастер спорта СССР международного класса. Форвард.

## Биография
С 10 лет начал заниматься баскетболом в спортшколе города Кретинга.
В 1979—1989 играл за БК «Жальгирис». С сезона 1990/91 выступал за команду «ТуС» (Изерлон, Германия), в которую переехал при помощи уже выступавших в то время за неё Йовайши и Куртинайтиса. Всего в «ТуСе» провел 8 сезонов.
В Германии получил тренерскую лицензию, в последние годы выступлений за клуб «ТуС» совмещал с тренерской работой над юношескими командами.
В 2000 году вернулся в Литву, начал работать тренером. В 2001—2005 годах — ассистент главного тренера в БК «Жальгирис».
Тренер сборной Литвы в 2001—2005 годах. Вместе с командой выиграл бронзовые медали на Олимпиаде в Сиднее 2000 и золотые медали чемпионата Европы 2003. Главный тренер сборной Литвы в сезоне 2005/06.
В 2006—2008 годах — помощник главного тренера БК УНИКС. Вместе с командой выиграл серебряные медали чемпионата. С 2008 года — главный тренер БК «Жальгирис». В 2010—2011 годах тренировал «Невежис», а в следующем сезоне «Азовмаш». В 2012 году был помощником главного тренера в БК УНИКС. На чемпионате Европы 2013 был ассистентом главного тренера сборной Литвы, которая завоевала серебряные медали.
Женат, воспитал сына и дочь.

## Достижения
- Бронзовый призёр ОИ-1992
- Серебряный призёр ЧЕ-95
- Чемпион СССР 1985-87
- Победитель Межконтинентального кубка 1986
- Чемпион Европы среди юношей 1980

## Награды
- Кавалер Офицерского креста Ордена Великого князя Литовского Гядиминаса (1995)
- Командор Большого креста ордена «За заслуги перед Литвой» (2003)
- Командор Большого креста Ордена Великого князя Литовского Гядиминаса (2013)